# Hoevenzavel

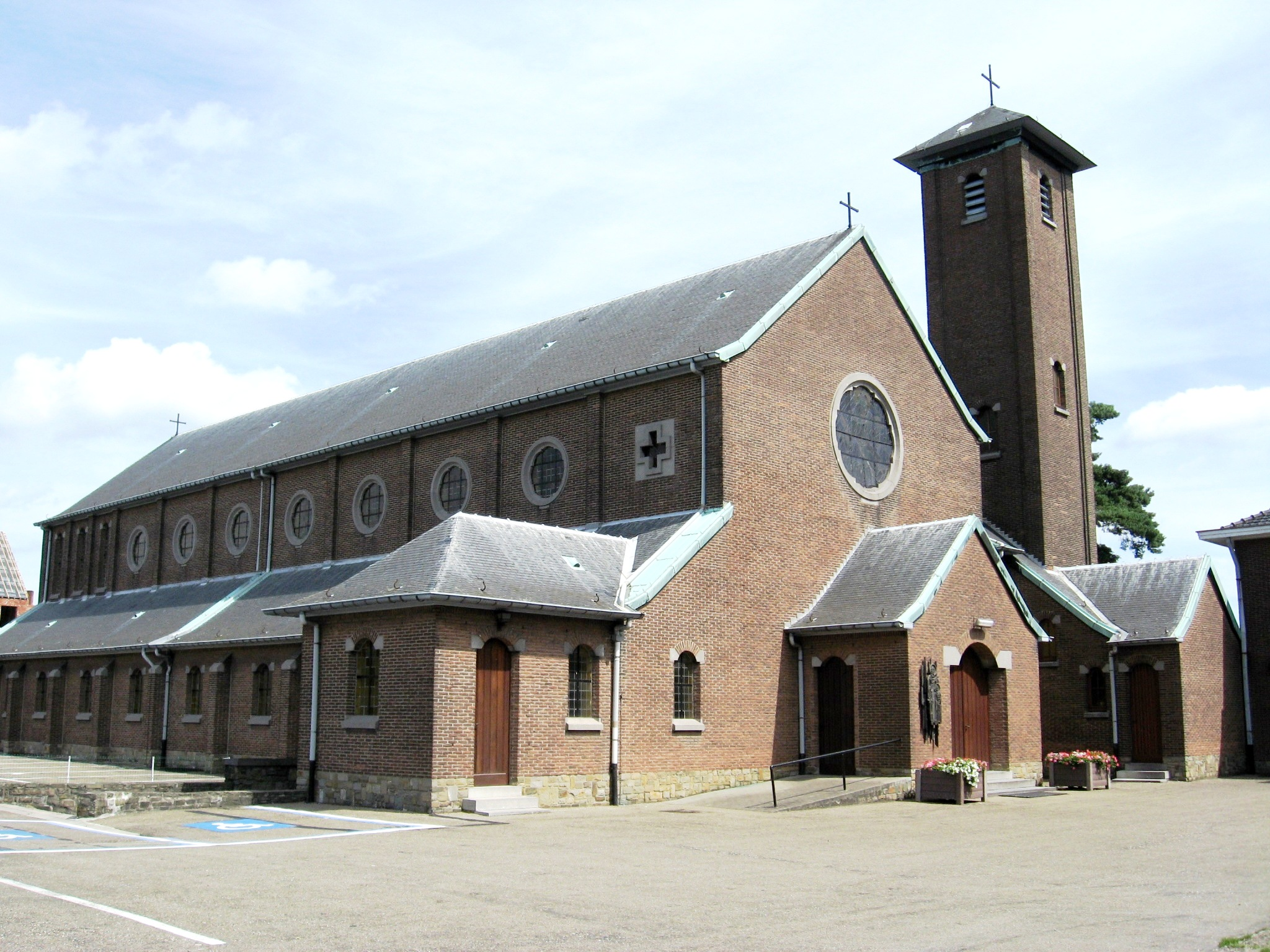
Sint-Jozef Werkmankerk

Hoevenzavel (op topografische kaarten foutief als Hoevenzaal aangeduid) is een wijk in Genk, gelegen ten westen van Waterschei. Het ligt op 78 meter boven de zeespiegel, op het Kempens Plateau.
Omstreeks 1942 kwamen de Minderbroeders naar Hoevenzavel en de meesten vertrokken weer in 2006, hoewel de laatste vier paters, die de parochie bedienden, pas in 2013 zouden vertrekken. In 2012 werd het klooster daarom gekocht door de gemeente Genk.

## Kerk
De Sint-Jozef Werkmankerk werd in 1953 gebouwd door de Minderbroeders. Architect was Frans de Keuleneer. Het is een opvallend langgerekte, driebeukige basiliek met lage zijbeuken en ronde vensters. De aangebouwde vierkante toren wordt gedekt door een laag tentdak.
De kerk bevat glas-in-loodramen van Ri Coëme. Ook bezit de kerk een eikenhouten piëta die uit Booischot afkomstig is.
Naast deze parochiekerk is er in Hoevenzavel nog het Italiaans Katholiek Centrum, aan Risstraat 3, ten behoeve van de omvangrijke Italiaanse gemeenschap in Genk.